# Нярымъярт
Нярымъярт (устар. Нярым-Ярт) — река в Ханты-Мансийском АО России. Устье реки находится на 62-м км правого берега реки Сугмутенъях. Длина реки составляет 42 км.

## Притоки
- Маленький (лв)
- ручей Нярымъярт (пр)
- 19 км: Сорымъярт (лв)
- 31 км: Ай-Нярымъярт (пр)

## Данные водного реестра
По данным государственного водного реестра России относится к Верхнеобскому бассейновому округу, водохозяйственный участок реки — Обь от города Нефтеюганск до впадения реки Иртыш, речной подбассейн реки — Обь ниже Ваха до впадения Иртыша. Речной бассейн реки — (Верхняя) Обь до впадения Иртыша.
Код водного объекта в государственном водном реестре — 13011100212115200047499.